# 楢原町
楢原町（ならはらまち）は、福島県南会津郡にあった町。
楢原郵便局、下郷町立楢原小学校等の施設に名をとどめるほか、中心部にある会津下郷駅も国鉄時代には「楢原駅」を名乗っていた。

## 地理
現在の下郷町の北西部に位置する。
村は山がちな地形である。
村は阿賀川の左岸に位置する。

## 歴史

### 沿革
- 1889年（明治22年）4月1日 - 町村制施行に伴い豊成村・栄富村・中山村・三ッ井村・新開村・戸赤村・大内村が合併して南会津郡楢原村が成立。
- 1946年（昭和21年）11月20日 - 楢原村が町制施行して楢原町となる。
- 1955年（昭和30年）4月1日 - 旭田村・江川村と合併し下郷町が発足。同日楢原町廃止。

変遷表
| 1868年 以前 | 1868年 以前 | 明治8年  | 明治22年 4月1日 | 昭和22年 11月20日 | 昭和30年 4月1日 | 現在   |
| ----------- | ----------- | -------- | --------------- | ----------------- | --------------- | ------ |
|             | 刈合村      | 豊成村   | 楢原村          | 町制              | 下郷町          | 下郷町 |
|             | 楢原村      | 豊成村   | 楢原村          | 町制              | 下郷町          | 下郷町 |
|             | 上添村      | 豊成村   | 楢原村          | 町制              | 下郷町          | 下郷町 |
|             | 小山村      | 豊成村   | 楢原村          | 町制              | 下郷町          | 下郷町 |
|             | 倉村        | 豊成村   | 楢原村          | 町制              | 下郷町          | 下郷町 |
|             | 岩本村      | 豊成村   | 楢原村          | 町制              | 下郷町          | 下郷町 |
|             | 成岡村      | 栄富村   | 楢原村          | 町制              | 下郷町          | 下郷町 |
|             | 萩原村      | 栄富村   | 楢原村          | 町制              | 下郷町          | 下郷町 |
|             | 板倉村      | 栄富村   | 楢原村          | 町制              | 下郷町          | 下郷町 |
|             | 小池村      | 栄富村   | 楢原村          | 町制              | 下郷町          | 下郷町 |
|             | 倉谷村      | 栄富村   | 楢原村          | 町制              | 下郷町          | 下郷町 |
|             | 水抜村      | 栄富村   | 楢原村          | 町制              | 下郷町          | 下郷町 |
|             | 桜山村      | 中山村   | 楢原村          | 町制              | 下郷町          | 下郷町 |
|             | 中倉村      | 中山村   | 楢原村          | 町制              | 下郷町          | 下郷町 |
|             | 安張村      | 三ッ井村 | 楢原村          | 町制              | 下郷町          | 下郷町 |
|             | 桑取火村    | 三ッ井村 | 楢原村          | 町制              | 下郷町          | 下郷町 |
|             | 磯上村      | 三ッ井村 | 楢原村          | 町制              | 下郷町          | 下郷町 |
|             | 志源行村    | 新開村   | 楢原村          | 町制              | 下郷町          | 下郷町 |
|             | 日影村      | 新開村   | 楢原村          | 町制              | 下郷町          | 下郷町 |
|             | 石井村      | 新開村   | 楢原村          | 町制              | 下郷町          | 下郷町 |
|             | 原村        | 新開村   | 楢原村          | 町制              | 下郷町          | 下郷町 |
|             | 戸石村      | 戸赤村   | 楢原村          | 町制              | 下郷町          | 下郷町 |
|             | 赤土村      | 戸赤村   | 楢原村          | 町制              | 下郷町          | 下郷町 |
|             | 大内村      |          | 楢原村          | 町制              | 下郷町          | 下郷町 |

## 大字
- 豊成（とよなり）
- 栄富（えいとみ）
- 中山（なかやま）
- 三ッ井（みつい）
- 新開（しんかい）
- 戸赤（とあか）
- 大内（おおうち）

## 人口・世帯

### 人口
総数 [単位： 人]
| 1889年（明治22年） | 2,301 |
| 1907年（明治40年） | 2,802 |
| 1920年（大正 9年） | 3,292 |
| 1935年（昭和10年） | 4,615 |
| 1947年（昭和22年） | 5,145 |

### 世帯
総数 [単位： 世帯]
| 1920年（大正 9年） | 558 |
| 1935年（昭和10年） | 768 |
| 1947年（昭和22年） | 874 |

## 交通

### 鉄道
- 日本国有鉄道（ → 東日本旅客鉄道 → 会津鉄道）
  - ■会津線
    - 楢原駅

### 道路
- 二級国道
  - 国道121号